# Château de Duingt
Ne doit pas être confondu avec Château de Châteauvieux (Duingt).
Le château de Duingt (Duyn), appelé aussi château de La Salle, Châteauneuf, château de l'Esplanade ou encore château du Roc, est un ancien château fort, remanié au XIVe ou XVe siècle, dont les ruines se dressent sur la commune de Duingt dans le département de la Haute-Savoie en région Auvergne-Rhône-Alpes.

## Situation
Les vestiges du château de Duingt sont situés dans le département français de la Haute-Savoie sur la commune de Duingt, sur un promontoire rocheux qui domine le bourg. Il contrôlait l'ancienne route entre Genève et Moûtiers cheminant le long de la rive ouest du lac d'Annecy, empruntant une ancienne voie romaine secondaire. Son système défensif était complété par le château de Châteauvieux.

## Historique

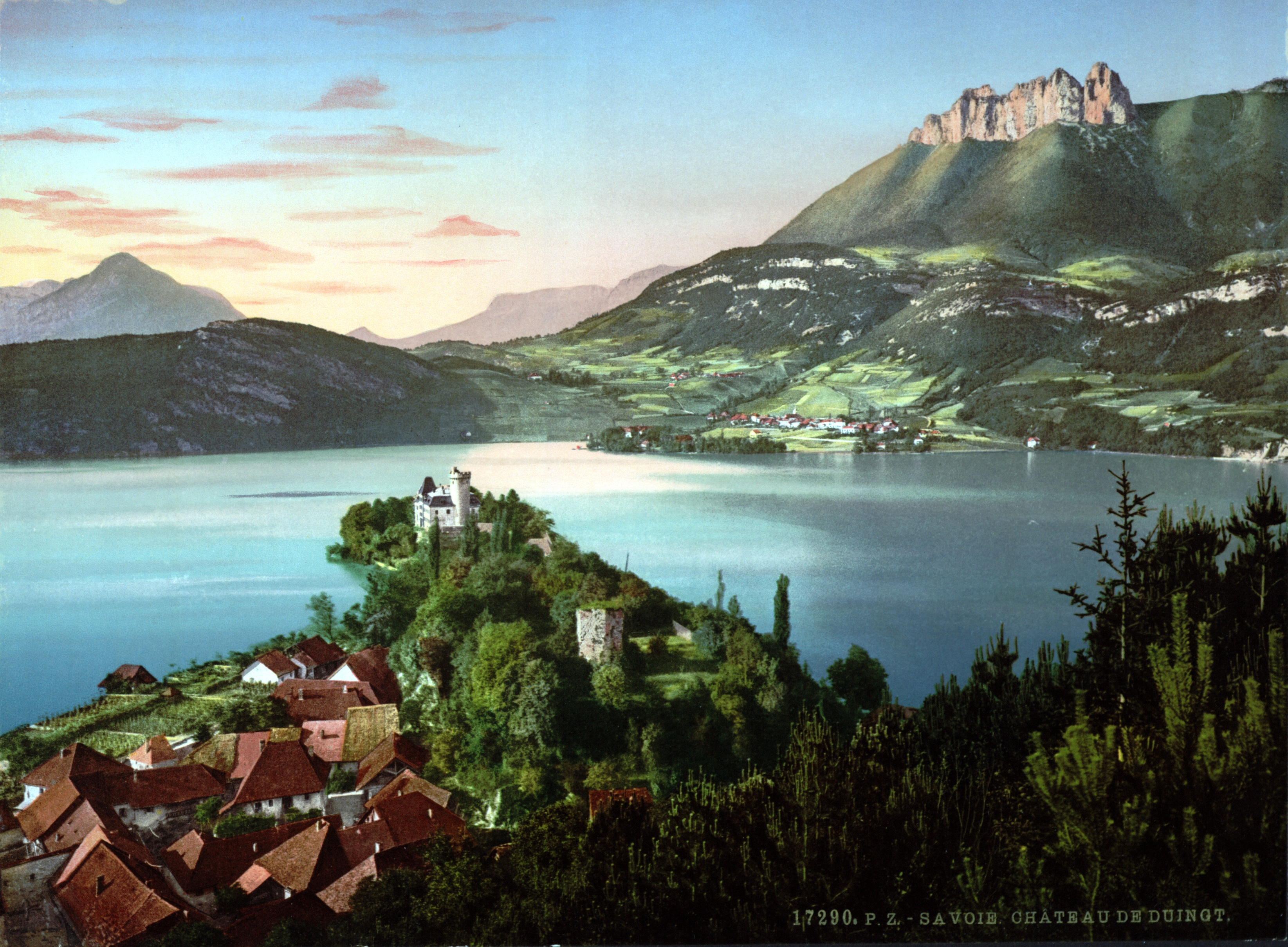
Tour ruînée du château de Duingt (au centre) et châteauvieux sur la presqu'île.

Le château de Duingt (Castrum Duini) dont l'origine reste inconnue, appartenait depuis une époque très ancienne à la famille de Duin ou Duyn, vassale des comtes de Genève.
Le château apparaît pour la première fois dans les textes entre 1103 et 1148 sous le terme castra.
Un nommé Raymondus Doint se porte caution pour le comte de la somme de 1 100 sols en 1219 lors d'une transaction entre le comte de Genève Guillaume II et l'évêque l'évêque de Genève, Aymon de Grandson.
En 1288, Raoul/Rodolphe de Duin, alias de Conflans, prête hommage au comte de Genève et promet de mettre son fief à la disposition du comte en cas de conflit avec la Savoie voisine,. En 1296, il cède contre 2 500 livres son château de Duingt au comte Amédée II de Genève, et garde celui de Châteauvieux. Le château de Duingt reste la possession des comtes de Genève jusqu'au 5 août 1401. Il passe à cette date aux mains des ducs de Savoie, avec tout le comté de Genève. En 1451, il est acheté par Perrin d'Antioche, fait seigneur du dit lieu par le duc en 1455, qui le cède en 1462 à Janus (1440-1491), fils cadet du duc Louis de Savoie, comte apanagiste de Genevois. À sa mort, il le lègue à Hélène de Luxembourg, fille de Louis de Luxembourg et de Jeanne de Bar, son épouse, qui l'apporte en secondes noces au vicomte François des Martigues. Il passe ensuite entre les mains de Louise de Savoie (1467-1522), marquise de Baugé, dame d'Évian, fille de Janus de Savoie et d'Hélène de Luxembourg, petite-fille du duc Louis Ier de Savoie. Le château se transmet à ses descendants François, Sébastien et Marie de Luxembourg. Possession de la famille de Genevois-Nemours, Jeanne-Baptiste de Genevois-Nemours l'apporte en dot en 1665 à son mari le duc Charles-Emmanuel II.
En 1681, la famille de Monthoux acquiert les deux châteaux, Duingt et Châteauvieux, et les vend en 1696 à François-Nicolas de Montpiton, seigneur du Noiret et de Saint-Jorioz. En 1698, les châteaux sont achetés par la famille de Sales, qui les conserve jusqu'à la Révolution.
Déclarés biens nationaux, ils sont adjugés en 1796 à Jean Berthet, qui les revend en 1833 au baron Scipion Ruphy. Isaure Ruphy les apporte plus tard en dot à son mari, le comte Henri de la Barge de Certeau.

## Description
Du château de Duingt il ne subsiste qu'une tour octogonale, ruinée au-dessus du village et des restes d'enceinte.
Le donjon a la particularité d'être hexagonal à l'extérieur et circulaire à l'intérieur, à la datation incertaine. Selon Louis Blondel, ce donjon circulaire qui ressemblerait à celui de Châtillon a été remanié extérieurement au XIVe ou XVe siècle. Ses étages communiquent par un escalier à vis.
Du côté de la porterie, permettant d'accéder au château et tournée vers Talloires, se situait la chapelle castrale, devenue l'église primitive de la paroisse. Cette dernière est transférée en 1344 vers l'emplacement de l'actuel cimetière.

## Châtellenie de Duingt

### Siège d'une châtellenie
Le château de Duingt est le siège d'une châtellenie, dit aussi mandement (mandamentum). Il s’agit d’une châtellenie comtale, relevant directement du comte de Genève. Toutefois, la famille de Duin garde une partie du pouvoir faisant d'elle un mandement mixte, c'est-à-dire que le comte et le seigneur sont « associés pour diriger [le territoire] : unité administrative et dualité d'administration » (Pierre Duparc).
Le territoire est constitué des villages et hameaux de Beauvivier (Doussard), Chapelle-Blanche, Chevaline, Dhéré, Duingt, Doussard, Entrevernes, Giez, Macherine (Doussard), Marsaux (Doussard), Saint-Eustache, Saint-Jorioz, la Thuile, Vesone (Faverges)[réf. nécessaire].
| Commune        | Nom                                        | Type         |
| -------------- | ------------------------------------------ | ------------ |
| Duingt         | Château de Duingt (du Roc)                 | château      |
| Duingt         | Château de Châteauvieux                    | château      |
| Duingt         | Château d'Héré                             | château      |
| Doussard       | Tour de Beauvivier (Château-vieux)         | maison forte |
| Lathuile       | Château de Lathuile                        | maison forte |
| Saint-Eustache | La Bâtie de Saint-Eustache (Château-vieux) | maison forte |

Au XVIIe siècle, les armes du mandement de Duingt se blasonnaient ainsi : croix d’argent en champ de gueules avec dentelles d’azur à l’entour. Tandis que celui de Chauteauvieux (de Duin) se blasonnaient quant à lui ainsi : croix d'argent en champ de gueules, la couronne ducale dessous.

### Les châtelains
Dans le comté de Genève, puis à la suite de l'intégration en 1401 au comté de Savoie, le châtelain est un « [officier], nommé pour une durée définie, révocable et amovible »,. Il est chargé de la gestion de la châtellenie ou mandement, il perçoit les revenus fiscaux du domaine, et il s'occupe de l'entretien du château. Le châtelain est parfois aidé par un receveur des comptes, qui rédige « au net [...] le rapport annuellement rendu par le châtelain ou son lieutenant ».